# 팔금면
팔금면(八禽面)은 대한민국 전라남도 신안군 남부에 위치한 섬으로 된 면이다.

## 개요
팔금도는 우리나라 서남부에 위치한 섬으로 목포와의 거리는 24km이며, 동쪽은 바다 건너 압해읍, 서쪽은 비금면, 남쪽은 안좌면 그리고 북쪽은 암태면과 이웃하고 있다. 주소득원은 미맥 위주이며 마늘 재배, 김 양식, 갯지렁이 채취, 소금 채취 등으로 소득을 올리고 있으며, 대하 등의 특산물이 생산되고 있다.
읍리에는 3층석탑이 있는데, 기단부 위에 탑신부를 형성하고 정상에 상륜을 장식한 고려시대 후기에 조성된 것으로 추정되는 일반형 석탑으로 1978년 9월 22일에 지방유형문화재 제71호로 지정되었다.

## 연혁
- 조선 시대 : 나주목 관할
- 1896년 : 완도군 팔금면
- 1914년 : 무안군 팔금면
- 1917년 : 기좌면(箕佐面)·안창면(安昌面)과 함께 안좌면으로 통합
- 1969년 : 신안군 안좌면
- 1983년 : 안좌면으로부터 다시 분면

## 행정 구역
| 법정리 | 한자명 | 행정리         | 비고            |
| ------ | ------ | -------------- | --------------- |
| 당고리 | 唐古里 | 당고리, 고산리 |                 |
| 대심리 | 大深里 | 대심리         |                 |
| 원산리 | 元山里 | 원산리, 장목리 |                 |
| 읍리   | 邑里   | 읍리           | 면사무소 소재지 |
| 이목리 | 梨木里 | 이목리, 거문리 |                 |
| 장촌리 | 長村里 | 장촌리         |                 |
| 진고리 | 眞古里 | 진고리         |                 |

## 관광
- 방월리 지석묘

## 특산물
- 마늘
- 김
- 낙지
- 고사리
- 천일염
- 브로콜리

## 교육[2]
- 팔금초등학교 : 팔금면 삼층석탑길 173
  - 팔금초등학교 매도분교 : 팔금면 이목거문길 334-11
- 안좌중학교 팔금분교 : 팔금면 장촌리 294